# Bedford (Iowa)
Pour les articles homonymes, voir Bedford.
La ville américaine de Bedford est le siège du comté de Taylor, dans l’État de l’Iowa. Elle comptait 1 620 habitants lors du recensement de 2000.

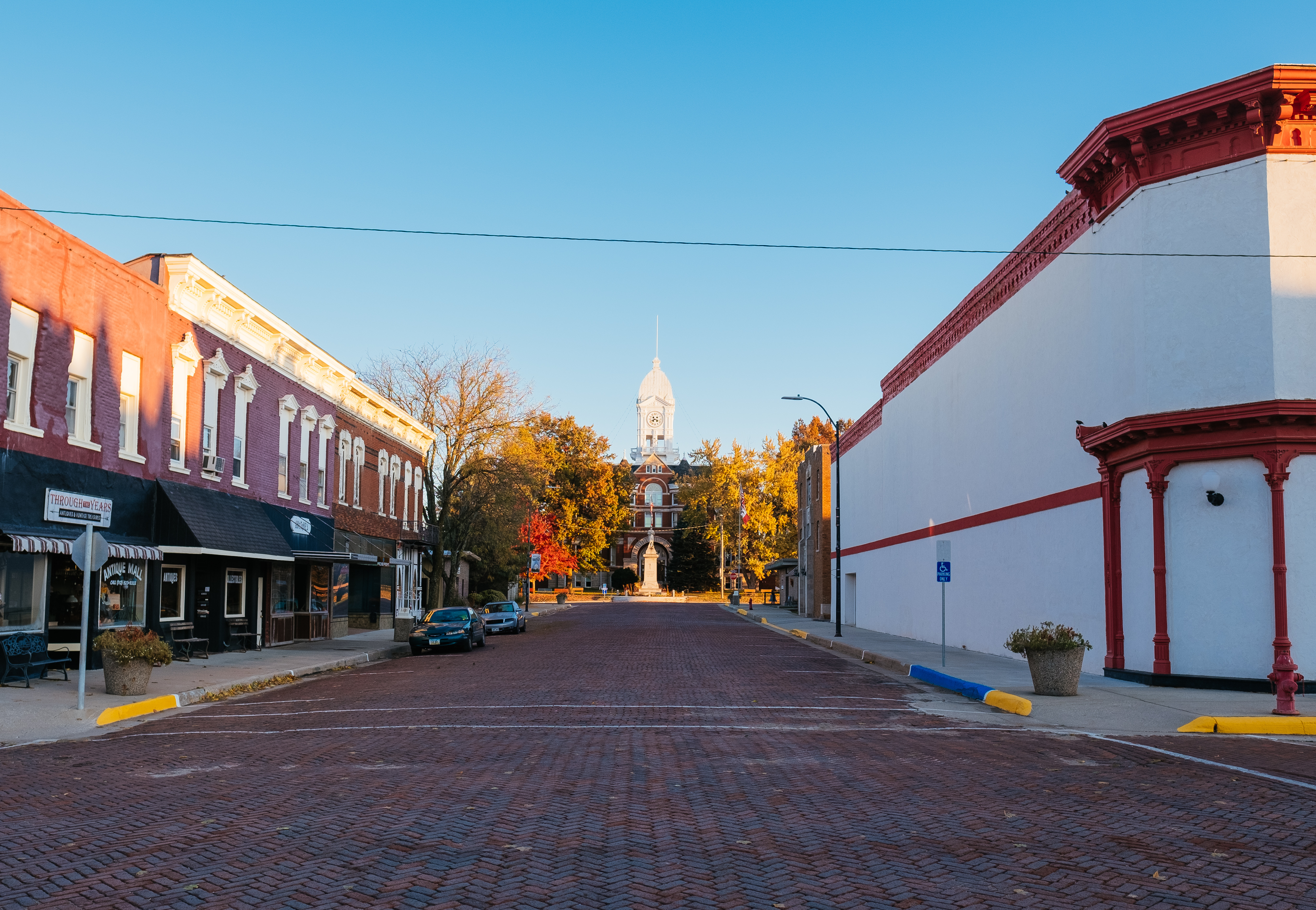
Bedford

## Histoire
La localité a pris le nom de Grove en 1855 quand le premier bureau de poste a été créé, avant d’être renommée Bedford l’année suivante.

## Source
- (en) Cet article est partiellement ou en totalité issu de l’article de Wikipédia en anglais intitulé « Bedford, Iowa » (voir la liste des auteurs).